# Ниоба (Эсхил)
«Ниоба» (др.-греч. Νιόβη) — трагедия древнегреческого драматурга Эсхила (первая половина V века до н. э.) на сюжет, взятый из беотийского мифологического цикла. Её текст почти полностью утрачен.

## Сюжет и судьба пьесы

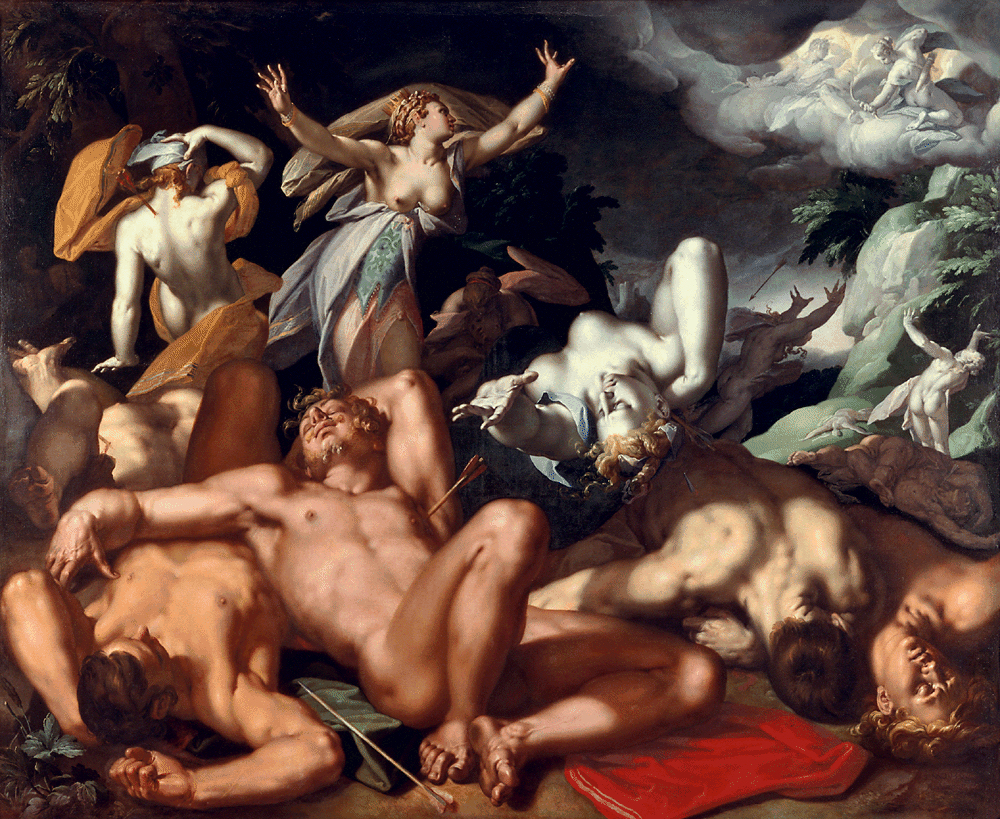
Абрахам Блумарт, Ниоба и её дети, 1591 год

Заглавная героиня трагедии — персонаж беотийских мифов, дочь Тантала и жена Амфиона, царя Фив. Ниоба родила мужу множество детей, и однажды она заявила, что более плодовита, чем Лето — возлюбленная Зевса, мать Аполлона и Артемиды. Чтобы наказать гордячку, дети Лето расстреляли из луков всех её детей. Ниоба от горя превратилась в камень. В трагедии Эсхила главная героиня оплакивает свою потерю, сохраняя молчание почти до самого финала; к ней подходят хор, отец, какие-то другие персонажи.
В сохранившихся источниках ничего не сообщается о составе драматического цикла, в который Эсхил включил «Ниобу». Исследователи относят эту трагедию к условному циклу «Драмы о старших героях» вместе с «Афамантом», «Сизифом-беглецом», «Иксионом» и другими пьесами. Текст «Ниобы» почти полностью утрачен, сохранились только несколько небольших фрагментов. Это рассказ о горе главной героини из пролога и выдержки из диалога Ниобы с отцом.